# Нуклеарно загађење
Нуклеарно загађење или радиоактивна контаминација је неконтролисано разбацивање радиоактвних супстанци у околини. Нуклеарно загађење је типична несрећа испуштањем нуклеарне супстанце током радиоклуида, нестабилног језгра које има велику енергију. Загађење се може јавити из радиоактивних гасова, течности или честица.

## Извори загађења
Радиоактивна контаминација је најчешће проузрокована неконтролисаним изливом радиоактивних честица током производње или коришћења радиоизотопа, нестабилног језгра и велике количине енергије. Пример загађења је случај у нуклеарној медицини, када се случајно проспе материја обогаћена радиоизотопима. У таквој ситуацији преношење може да изврши човек ходањем кроз материју коју преноси даље и контаминира додатне површине. Нуклеарни отпад је чест извор контаминације. Нуклеарне падавине представљају најлакши и најнеприметнији вид загађења и лаког преношења радиоактивних честица.

## Мерење
Радиоактивни материјал се може наћи на површинском слоју или у саставу неког материјала или течности. У нуклеарним електранама постоје посебна одељења која се баве мерењем контаминације. У војсци мерење контаминације потпада под АБХО род војске.

### Површинска контаминација
Површинска контаминације се обично изражава као однос мере радијације по мери површине простора. Изведена јединица је бекерел по квадратном метру (односно Bq/m²). Користе се и друге мерне јединице, у зависности од површине и интензитета радиоактивности. Површинска контаминација може бити стална или уклоњива. Код сталне контаминације шансе за пренос и даљу контаминацију су веома мале. 

## Опасности
У пракси не постоји ниједно тело које није радиоактивно. Међутим радиоактивност људског тела, објеката на земљи и у ваздуху није интензивна и опасна док се не доведе у спрегу са високо радиоактивним елементима (активаторима). 

### Ниски степен контаминације
Ниски степен контаминације представља ниски ризик и опасност од обољења проузрокованог нуклеарним загађењем. Ниски степен контаминације се често веома брзо открива инструментима за детекцију радијације и брзо елиминише. Код веома ниских степена радиоактивним елементима се дозвољава да се временом распадну (процес полураспада) али се ово код већих ступњева избегава јер излагање радиоактивности у дужем временском периоду повећава опасност од обољења. Сваки степен радиоактивног загађења захтева максималну предострожност.

### Високи степени контаминације
Висок степен контаминације представља опасност по биљни и животињски свет.